# Алексіс Форд
Але́ксіс Форд (англ. Alexis Ford; нар. 24 квітня 1988 року, Нью-Йорк, США) — американська порноакторка.
До порноіндустрії потрапила 2008 року. У червні 2012 року стала «Penthouse Pet of the Month» в журналі «Penthouse».

## Нагороди та номінації
- 2010 FAME Award (фіналістка) — Favorite New Starlet[5]
- 2011 AVN Award (номінація) — Best All-Girl Group Sex Scene — FemmeCore (з Тіган Преслі, Монік Александер, Лізою Енн, Селесте Стар & Енді Сан Дімас)[6]
- 2011 AVN Award (номінація) — Best New Starlet[6]
- 2011 XBIZ Award номінація — New Starlet of the Year[7]
- 2013 AVN Award (номінація) — Best Anal Sex Scene — Alexis Ford Darkside (з Лексінгтон Стіл)[8]
- 2013 AVN Award — Best Boy/Girl Sex Scene — Alexis Ford Darkside (з Начо Відалем)[9]
- 2013 AVN Award (номінація) — Best Double Penetration Sex Scene — Alexis Ford Darkside (з Voodoo та Крісом Строксом)[8]
- 2013 AVN Award (номінація) — Best Oral Sex Scene — Alexis Ford Darkside[8]
- 2013 AVN Award (номінація) — Best POV Sex Scene — Alexis Ford Darkside (з Джулз Джордан)[8]